# 水之江浩

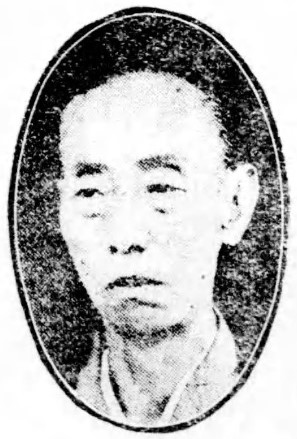
水之江浩

水之江 浩（みずのえ ひろし、1845年6月29日（弘化2年5月25日）- 1922年（大正11年）4月11日）は、明治期の地主、実業家、政治家。貴族院多額納税者議員。旧姓・佐藤。

## 経歴
豊前国宇佐郡日足村（大分県宇佐郡北馬城村、宇佐町を経て現宇佐市）に佐藤継信（楽山）の五男として生まれ、1856年6月（安政3年5月）に宇佐郡水崎村（宇佐郡封戸村を経て現豊後高田市）の素封家・水之江家43代・久衛（号・奇峰）の婿養子となる。1871年（明治4年7月）家督を相続した。
家業の製塩業を営む。養父の遺志を継いで溜池の築造を継続して耕地の拡大に尽力。また、小学校校舎の建築、道路・橋梁の整備などにも多額の寄付を行った。長らく中絶していた宇佐神宮の放生会を1900年（明治33年）に再興を実現した。
1881年（明治14年）大分県学務委員に就任。帝国議会開設に伴い1890年（明治23年）の初回貴族院多額納税者議員選挙で互選され、同年9月29日から1897年（明治30年）9月28日まで在任した。

## 親族
- 養子・甥 水之江文二郎（衆議院議員）[4]